# São Conrado (stacja metra)
São Conrado – stacja metra w Rio de Janeiro, na linii 4. Została otwarta 30 lipca 2016. Położona jest na początku dzielnicy São Conrado, obok Rocinha, w południowej strefie miasta. Powstała w ramach przygotowań do Letnich Igrzysk Olimpijskich w 2016.